# Syzygium neolaurifolium
Syzygium neolaurifolium, biljna vrsta iz roda karanfilovca, porodica mirtovki. Endemska je vrsta s Nove Kaledonije. Po životnom obliku je nanofanerofit ili fanerofit.

## Sinonimi
- Piliocalyx laurifolius Brongn. & Gris